# Evelyn Seymour
Evelyn Francis Edward Seymour (1er mai 1882 - 26 avril 1954) est un officier de l'armée britannique, propriétaire foncier, pair et pendant huit ans lord-lieutenant du Wiltshire.

## Jeunesse
Fils d'Edward Seymour, de son mariage avec Rowena Wall, Seymour est né à Colombo, Ceylan. Son grand-père maternel, George Wall, est marchand de café et botaniste. Il fait ses études à la Blundell's School de Tiverton, puis au Royal Military College de Sandhurst. Il est sous-lieutenant en janvier 1901, avant d'être attaché aux Fusiliers royaux de Dublin.

## Carrière militaire
Seymour sert tout au long de la seconde guerre des Boers (1901–02) et reçoit la médaille de la Reine d'Afrique du Sud avec cinq fermoirs. Il participe aux opérations du protectorat d'Aden en 1903.
En avril 1913, Seymour, alors des Royal Dublin Fusiliers, est nommé adjudant du 25th (County of London) Cyclist Battalion of the London Regiment, poste qu'il occupe jusqu'en 1916, avant de retourner au Royal Dublin Fusiliers, prendre le commandement de son 10e bataillon. En décembre 1917, il est promu lieutenant-colonel par intérim. En 1918, il reçoit l'ordre du Service distingué et en 1919 il sert dans le département de l'adjudant général du Bureau de la Guerre. Il est nommé à l'ordre de l'Empire britannique en 1919 et prend sa retraite du service en 1920. Il succède au duché à son père en 1931.
Pendant la Seconde Guerre mondiale, Somerset retourne dans l'armée. Avec effet à partir du 1er novembre 1939, il est nommé lieutenant-colonel du Devonshire Regiment dans lequel il commande un bataillon, et plus tard, il occupe un poste de colonel à part entière dans l'état-major général.

## Carrière civile
Somerset est membre du Magic Circle pendant de nombreuses années, après l'avoir rejoint en 1907, après être devenu l'élève du magicien Ernest Noakes. Il est président de l'organisation en 1935, après la mort de Lord Ampthill.
Le 12 mai 1937, il porte le sceptre avec la croix lors du couronnement du roi George VI.
À sa retraite du service actif dans l'armée, Somerset retourne à Maiden Bradley pour prendre en charge ses domaines dans le Wiltshire et le Somerset.
Le 4 mai 1942, il est nommé lord-lieutenant du Wiltshire, succédant à Sir Ernest Wills. Le 19 mars 1949, «ayant dépassé la limite d'âge», il renonce à sa commission de colonel honoraire du régiment de Devon.
En 1950, il est nommé chevalier du vénérable ordre de Saint-Jean.
Il est membre du Army and Navy Club, du Naval and Military Club (en) et du Marylebone Cricket Club.

## Famille
À Londres le 3 janvier 1906, il épouse Edith Mary Parker (d. Maiden Bradley, Wiltshire, 19 avril 1962), fille de William Parker, de Whittington Hall, Derbyshire, en Angleterre, et Lucinda Steeves, fille de William Henry Steeves. Evelyn et Edith ont quatre enfants :
- Francis William Seymour (28 décembre 1906-14 mai 1907)
- Algernon Francis Edward Seymour (22 juillet 1908-14 février 1911)
- Percy Seymour (27 septembre 1910-15 novembre 1984)
- Susan Mary Seymour (Crowborough, Sussex, le 26 avril 1913-23 mai 2004), célibataire et sans descendance.

Le duc est mort à Londres le 26 avril 1954.